# Vaneeckeia ovalis
Vaneeckeia ovalis är en fjärilsart som beskrevs av Van Eecke 1929. Vaneeckeia ovalis ingår i släktet Vaneeckeia och familjen tandspinnare. Inga underarter finns listade i Catalogue of Life.